# TPG Capital
TPG Capital (anciennement Texas Pacific Group) est un fonds d'investissement américain créé en 1992.  

## Histoire
Le premier gros rachat de TPG est celui, en 1993, de la compagnie aérienne en difficulté Continental Airlines, revendue 5 ans plus tard à Northwest Airlines après l'avoir réorganisée, avec 700 millions de dollars de plus-value. Sa première incursion en Europe a lieu en 1996 avec le la prise de contrôle de Ducati. 
En 1998, TPG prend le contrôle du groupe suisse Landis & Gyr Communications. L'entreprise fait faillite trois ans plus tard. TPG sera accusé d'être responsable de la faillite, pour avoir organisé le rapatriement aux Etats-Unis des brevets de l'entreprise, lors de la crise qui secoue Gemplus International, dirigée par TPG depuis 1999.
Le 19 octobre 2013, TPG Capital achète la part de 12,15 % de News Corp dans la société chinoise Phoenix Television, détenue au travers de STAR TV, pour 213,73 millions de dollars.
Le lundi 20 avril 2015, un consortium comprenant TPG Capital et le groupe chinois Fosun achète le groupe québécois Cirque du Soleil.
Le 19 juin 2017, Vice Media annonce un apport de capital de 450 millions de dollars par TPG Capital (près de 8% du capital) donnant au groupe de média une valorisation de 5,7 milliards de dollars,,.